# Dunnottar Castle
Dunnottar Castle (Schottisch-Gälisch Dùn Fhoithear, „fort on the shelving slope“) ist eine Burgruine in Aberdeenshire, Schottland. Die rund 3 km südlich der Stadt Stonehaven gelegene Ruine steht auf einer felsigen Landzunge an der Nordostküste Schottlands. Die verschiedenen Gebäude innerhalb der Burganlage umfassen außerdem einen Wohnturm aus dem 14. und ein Palastgebäude aus dem 16. Jahrhundert.
Die heute noch erkennbaren Gebäude stammen größtenteils aus dem 15. und 16. Jahrhundert, allerdings wird vermutet, dass auf ihrer Stelle bereits in früherer Zeit eine festungsartige Anlage stand. Aufgrund seiner bedeutenden strategischen Lage spielte Dunnottar Castle eine wichtige Rolle in der schottischen Geschichte, insbesondere vom frühen Mittelalter bis zur Rebellion der Jakobiten im 18. Jahrhundert.
Während der Englischen Bürgerkriege wurden in Dunnottar Castle die Schottischen Kronjuwelen vor den in Schottland einfallenden Truppen Oliver Cromwells versteckt, da dieser bereits die älteren englischen Kronjuwelen zerstören ließ.

## Geschichte

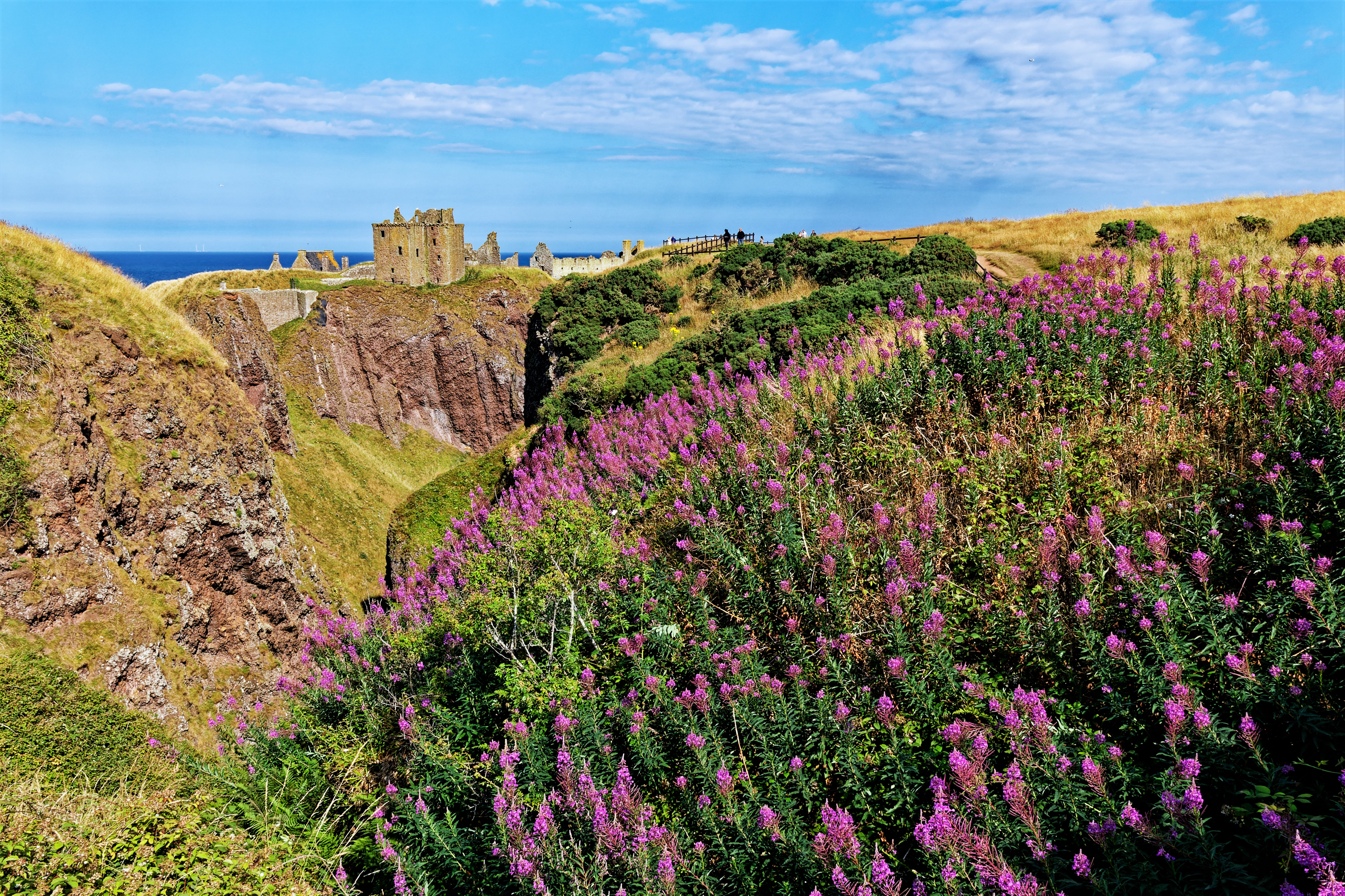
Überreste des Hauptgebäudes.

### Frühes Mittelalter
Der Felsen, auf dem die Burg steht, war bereits in piktischer Zeit bewohnt. Es heißt, St. Ninian habe hier im 5. Jahrhundert eine Kapelle gegründet. Der möglicherweise älteste Beweis für eine frühe Besiedlung ist in den Annalen von Ulster zu finden, in denen von zwei Belagerungen von „Dún Foither“ 681 und 694 berichtet wird. Das frühere Ereignis kann als Angriff von Brude III., Piktenkönig von Fortriu, interpretiert werden, der seine Macht auf die Nordostküste Schottlands ausweiten wollte. Im Jahre 900 verteidigte König Donald II. (der offiziell erste König Schottlands) Dunnottar vergeblich gegen einfallende Wikinger. Er starb und die Wikinger zerstörten den Vorläuferbau der Burg. 934 führte König Aethelstan von Wessex seine Streitmacht nach Schottland und überfiel die Gebiete in der Gegend von Dunnottar, so hieß es in einem Bericht des Historikers Symeon von Durham. W. Douglas Simpson spekulierte, dass eine Motte unter der aktuellen Schicht liegt. Diese These konnte allerdings bei Ausgrabungen 1980 nicht bestätigt werden, da keine stichhaltigen Beweise frühmittelalterlicher Befestigungen gefunden werden konnten. Seit dem Fund piktischer Steine bei Dunnicaer, einem nahegelegenen Brandungspfeiler, wird darüber spekuliert, ob „Dún Foither“ eigentlich 0,5 km nördlich liegt.

### Spätes Mittelalter
Während der Herrschaft Wilhelms des Löwen (1165–1214) ist Dunnottar das Zentrum der lokalen Verwaltung von Kincardineshire. Der erste Beleg für eine Burg auf Dunnottar tauchte im frühen 13. Jahrhundert auf, 1276 wurde eine Kapelle dazugebaut. Der Dichter Blind Harry berichtet, dass William Wallace Dunnottar 1297 von den Engländern zurückeroberte. Er soll rund 4000 besiegte englische Soldaten in der Burgkirche eingesperrt und sie lebendig verbrannt haben. 1336 befahl König Eduard II. von England William Sinclair, dem 8. Baron of Roslin, acht Schiffe zum halbverfallenen Dunnottar zu schicken, um es als Basis für seine nördlichen Feldzüge wieder aufzubauen und zu befestigen. Sinclair nahm 160 Soldaten, Pferde und Abteilungen von Steinmetzen und Zimmerern mit sich, um mit den Arbeiten zu beginnen. Die englischen Bemühungen wurden jedoch zunichtegemacht, als der schottische Regent und Militärführer Andrew Murray seine Truppen gegen Dunnottar marschieren ließ und erneut alle Verteidigungsanlagen vernichtet wurden.
1382 kam Dunnottar Castle in den Besitz des Clan Keith, der die Burg wieder einmal aufbaute. Der Wohnturm wurde ein paar Jahre später von William Keith Marischal of Scotland fertiggestellt, “for the safe keeping of his people and his goods” („für die Sicherung seiner Untertanen und seiner Güter“). William Keiths Nachfahren, die Earls of Marischal, hielten Dunnottar Castle bis ins 18. Jahrhundert hinein in ihrem Besitz.

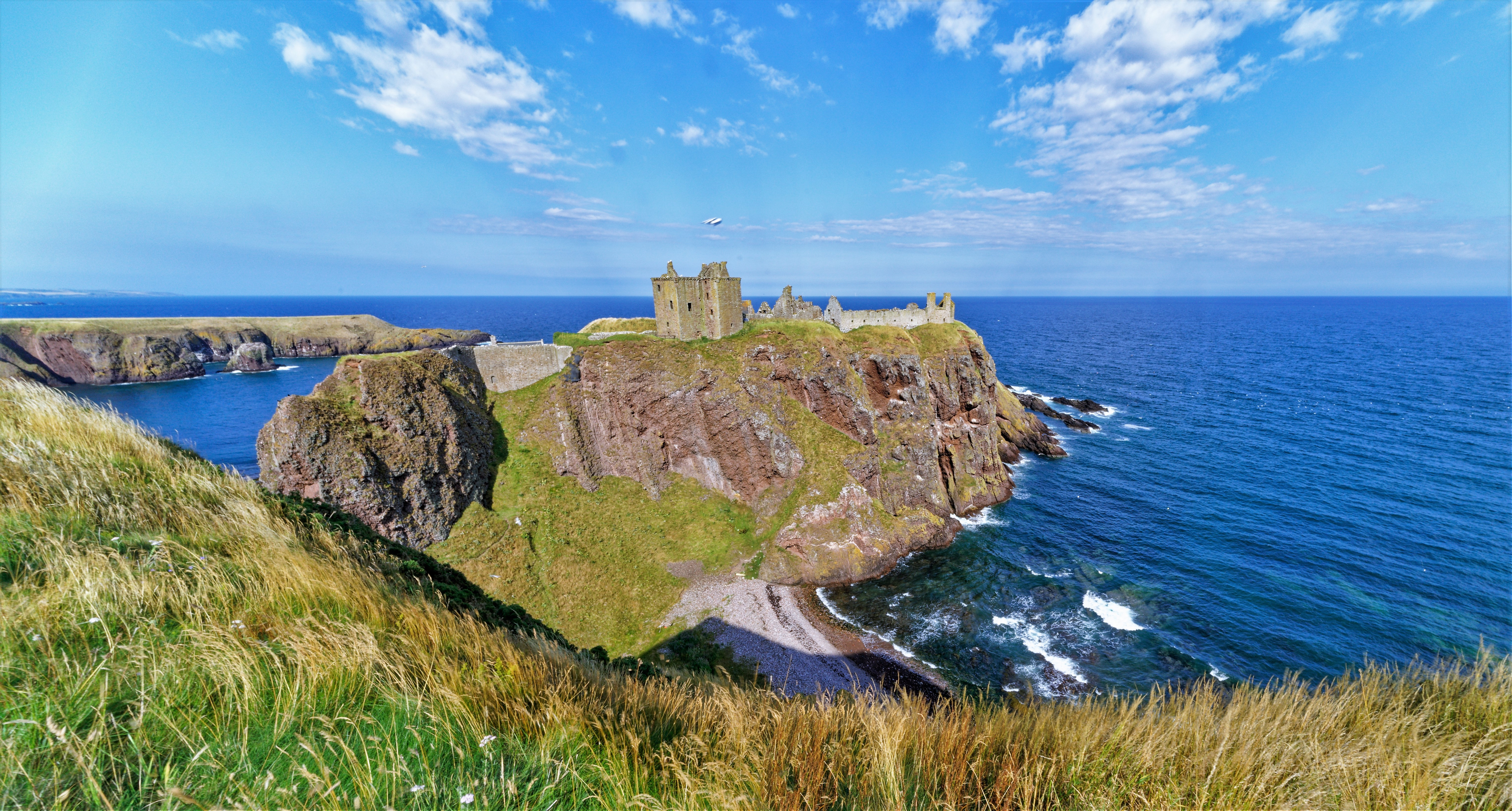
Dunnottar Castle war eine Zeitlang der Hauptsitz des Keith-Clans

### Wiederaufbau im 16. Jahrhundert
Im 16. Jahrhundert sanierten und erweiterten die Keiths ihre beiden Hauptsitze: Dunnottar Castle und Keith Marischal in East Lothian. 1562 besuchte die schottische Königin Maria Stuart Dunnottar; 1580 hielt sich König Jakob I. für eine Weile hier auf.
Inmitten der Konstruktionsplanungen befand sich Waterton's Lodging, ein kleines Haus beim Torhaus. Es wurde um 1574 gebaut, womöglich für William Keith († 1580), den Sohn des 3. Earl Marischal. 1581 wurde George Keith der 4. Earl Marischal und begann mit einem groß angelegten Umbau der mittelalterlichen Festung zu einem wohnlichen und komfortablen Schloss. Im Gegensatz zu seinen Vorgängern schätzte er Dunnottar wegen seiner malerischen Lage; Sicherheitsaspekte beim Umbau zur Schlossanlage wurden vernachlässigt. So wurde ein „Palast“ mit einer Reihe von Gebäuden rund um einen viereckigen Innenhof an den nordöstlichen Klippen errichtet, wodurch luxuriöse Quartiere mit einer einzigartigen Sicht auf die Nordsee entstanden. Die Kapelle aus dem 13. Jahrhundert wurde wieder aufgebaut und in den Innenhof integriert. Außerdem wurde ein eindrucksvolles steinernes Torhaus (Benholm's Lodging) entworfen, das zahlreiche Kanonenluken besaß. Diese dienten hier allerdings ausschließlich als Dekoration.

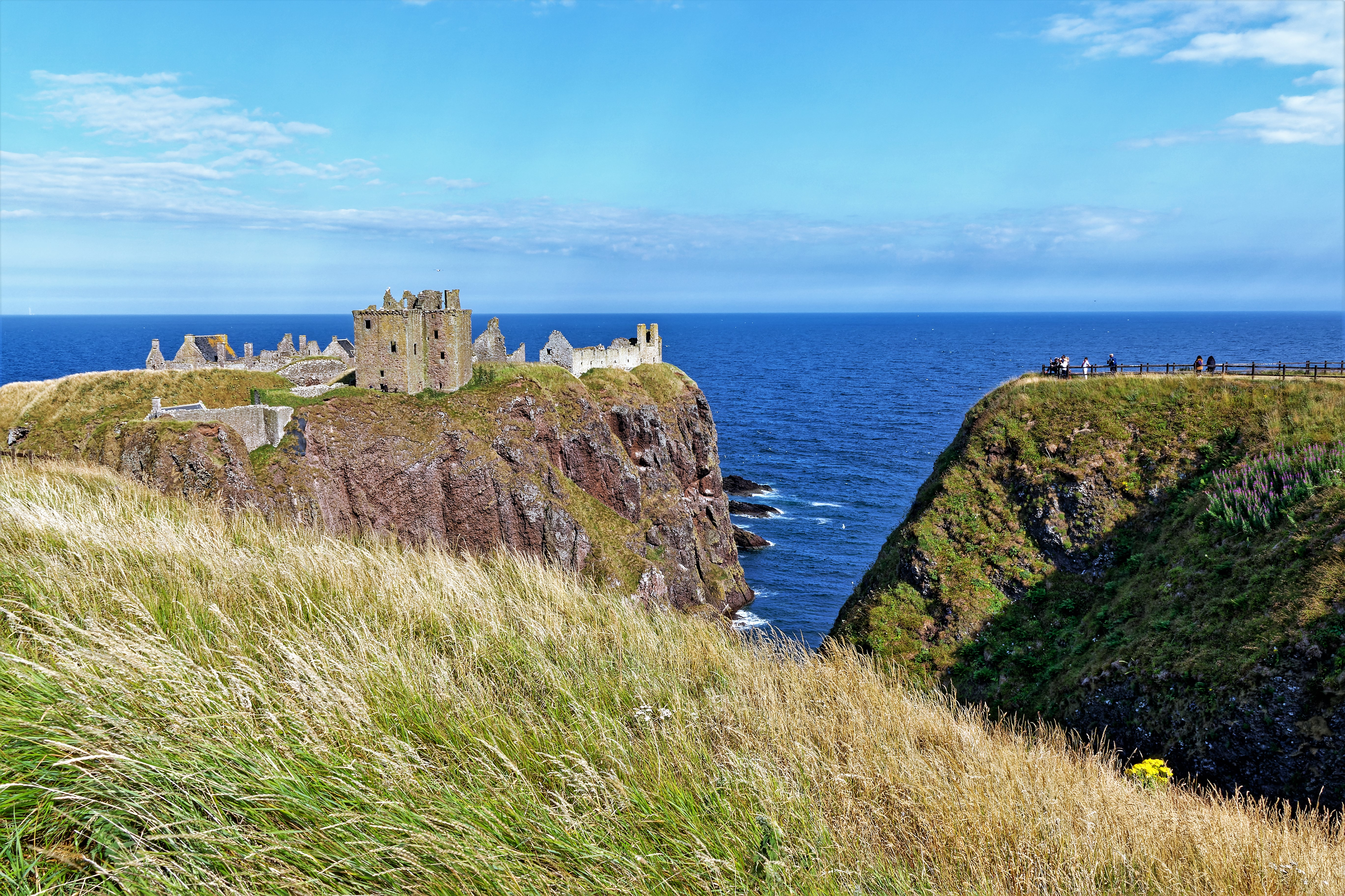
Die Ruinen von Dunnottar

### Bürgerkrieg
Um 1639 wollte König Karl I. von England die presbyterianische Kirchenverfassung Schottlands abschaffen und durch die Anglikanische Kirche ersetzen. Hierzu wurde die Scottish Episcopal Church gegründet. Es dauerte nicht lange, und die schottische Bevölkerung erhob sich gegen England. Die Covenanters, eine presbyterianische Bewegung, trat zusammen, um sich offen der Anglikanischen Kirche zu widersetzen. Schließlich wechselte sogar William Keith, 6. Earl Marischal, die Seiten und unterstützte die Covenanters. Zusammen mit James Graham, 1. Marquess of Montrose marschierte er gegen den katholischen Earl of Huntly und vereitelte den Versuch der Royalisten, Stonehaven zu erobern. Aber als Montrose zu den Royalisten wechselte, blieb William Keith in Dunnottar. Selbst als ihm das Parlament das Kommando über die Gegend gab und Montrose Stonehaven niederbrannte, reagierte er nicht.
Der Earl Marischal schloss sich dann der Engager-Fraktion an und führte eine Reitertruppe 1648 in die Schlacht von Preston. Nach der Hinrichtung Karls des I. 1649 schworen die Engagers seinem Sohn und Nachfolger, Karl II., ihre Loyalität. Dieser wurde daraufhin zum König von Schottland proklamiert. Zu dieser Zeit besuchte er auch Dunnottar Castle.
Oliver Cromwell, der Lordprotektor des Commonwealth of England, konnte und wollte diese Krönung nicht hinnehmen. So schickte er Soldaten nach Schottland, welche die Schotten 1650 bei der Schlacht von Dunbar vernichtend schlugen. Die letzte und entscheidende Schlacht des Bürgerkriegs war die Schlacht von Worcester am 3. September 1651, im Verlaufe derer die Parlamentarier endgültig über die Schotten triumphierten.

### Die schottischen Kronjuwelen
Am 1. Januar 1651 wurde Karl II. mit den Schottischen Kronjuwelen (Krone, Schwert und Zepter) im Scone Palace zum König gekrönt. Da sich aber Cromwells Truppen in Lothian befanden, konnten die Kronjuwelen nicht nach Edinburgh zurückgebracht werden. Der Earl Marischal hatte als „Marischal of Scotland“ die Verantwortung für die Insignien, und im Juni entschied das Privy Council of Scotland, sie in Dunnottar zu verstecken. Katherine Drummond brachte sie, in Säcken voll Wolle versteckt, an ihr Ziel. Sir George Ogilvy of Barras wurde zum Vizegouverneur des Schlosses ernannt und war somit für dessen Verteidigung zuständig.
Im November 1651 forderten Cromwells Truppen ihn zur Kapitulation auf – er weigerte sich. Während der darauffolgenden Blockade des Schlosses planten die Frau von Sir George Ogilvie, Elizabeth Douglas, und Christian Fletcher die Auslagerung der Kronjuwelen. Zuerst wurden die königlichen Dokumente von Anne Lindsay, einer Verwandten von Elizabeth Douglas, hinter die feindlichen Linien gebracht; sie wurden in ihre Kleidung genäht. Zum Verschwinden der Kronjuwelen gibt es zwei Erzählungen. Frau Fletcher erklärte 1664, sie habe während dreier Schlossbesuche im Februar und März 1652, Krone, Zepter und Schwert zwischen Säcken mit Waren versteckt und so fortgeschafft. Eine andere Quelle aus dem 18. Jahrhundert berichtet, die Kronjuwelen seien zum Strand hinuntergelassen worden, wo sie von Fletchers Bedienstetem in einem Behälter mit Seetang weggebracht wurden. Nachdem die Kronjuwelen von Dunnottar Castle weggebracht worden waren, vergruben Frau Fletcher und ihr Mann sie unter dem Fußboden der alten Kirche von Kinneff.
Unterdessen hatte der Kommandant der Belagerung, Colonel Thomas Morgan, Belagerungsgeschütze erhalten, womit er in der Lage war, Donnottar Castle und seine Verteidiger unter Beschuss zu nehmen. Daraufhin kapitulierte Ogilvy am 24. Mai nach einem zehntägigen Bombardement unter der Bedingung, dass den verteidigenden Truppen die Freiheit gewährt wurde. Nachdem die englischen Truppen bemerkten, dass die Kronjuwelen fort waren, hielten sie Ogilviy und seine Frau bis zum Ende des Jahres auf Dunnottar fest, bis sich langsam das falsche Gerücht verbreitete, die Juwelen seien ins Ausland gebracht worden. Der Earl Marischal war gezwungen, einen Großteil des Schlossbesitzes und zusätzliche Ländereien und Besitzungen zu verkaufen, um die von Cromwell auferlegten Bußgelder und Reparationen bezahlen zu können.
Nach der Wiedereinsetzung Karls II. im Jahre 1660 wurden die Kronjuwelen aus der Kinneff Church gebracht und an den König übergeben. Ogilvie stritt bald darauf mit der Mutter des Earl Marischals über seinen Anteil an der Rettung der Juwelen, obgleich er schon mit der Ernennung zum Baronet belohnt wurde. Fletcher wurde vom Parlament mit 2000 Merks ausgezeichnet, die Summe wurde allerdings nie ausgezahlt.

### Whigs’ Vault
Im Jahre 1685 wurden während der Rebellion des Earls of Argyll rund 122 Männer und 45 Frauen, sogenannte Covenanters, in einem Keller auf Dunnottar Castle inhaftiert, weil sie Protestanten waren und somit der königlichen Souveränität in allen geistlichen Fragen widersprachen. Dieses Verlies ging als „Whigs' Vault“ in die Geschichte ein. In einem Raum von knapp 50 m² und ohne sanitäre Einrichtungen blieben die meisten von ihnen zwei Monate gefangen. 37 von ihnen wurden entlassen, nachdem sie ihre Überzeugung widerrufen hatten. 25 konnten fliehen, wovon zwei von den Klippen stürzten und 15 wieder eingefangen wurden. Die übrigen starben oder wurden nach New Jersey deportiert.

### Jakobitische Ära
Während dieser Zeit wurde Dunnottar Castle von Jakobiten und dem Haus Hannover benutzt. Während des Schottischen Aufstandes von 1689 wurden 17 mutmaßliche Jakobiten aus Aberdeen ergriffen und rund drei Wochen lang in der Festung festgehalten. Unter ihnen befand sich auch George Liddell, Professor der Mathematik am Marischal College. Nach dem fehlgeschlagenen Ersten Jakobitenaufstand von 1715 wurden sämtliche Besitztümer des George Keith, 9. Earl Marischal, einem bekennenden Anhänger Jakobs II., beschlagnahmt; er selbst entging dem Galgen nur durch seine Flucht nach Preußen. Da die Jakobiten während des Aufstandes sämtliche Kanonen von der Festung wegbrachten, schwächten sie die Burg derart, dass Dunnottar Castle 1718 aufgelöst werden musste.

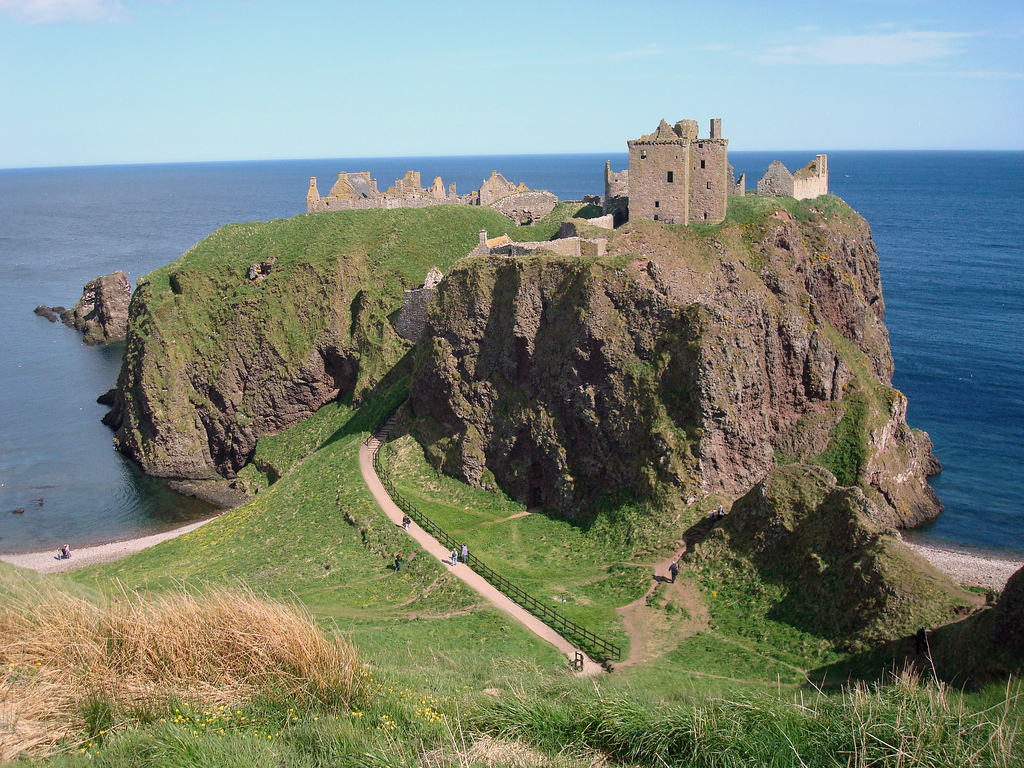
Sicht vom Festland auf die mit Ruinen übersäte Halbinsel von Dunnottar.

### Spätere Geschichte
Die beschlagnahmten Ländereien des Earl Marischals wurden 1720 für £41.172 von der York Buildings Company erworben. 1761 kam der Earl wieder nach Schottland und kaufte Dunnottar Castle zurück, nur um es fünf Jahre später schon wieder zu verkaufen. Der neue Eigentümer Alexander Keith, ein Anwalt aus Edinburgh, bekleidete den Rang Knight Marischal und wurde nach kurzer Zeit zusätzlich zum Baronet ernannt. 1852 erbte Sir Patrick Keith-Murray of Ochtertyre das Schloss, verkaufte es aber im Juli 1873 an Major Alexander Innes of Cowie and Raemoir für rund £80.000. 1925 erwarb es Weetman Pearson, der 1. Viscount Cowdray. Er und seine Familie starteten daraufhin ein Projekt zur Stabilisierung und Reparatur der noch vorhandenen Bausubstanz und Struktur. Bis heute befindet sich das Schloss im Besitz der Familie, die es zum Besuch freigegeben haben. Allein 2009 kamen rund 52.500 Touristen zur Besichtigung einer der reizvollsten Burganlagen Schottlands. Charles Anthony Pearson, der jüngere Sohn des 3. Viscount Cowdray, verwaltet als aktueller Eigentümer Dunnottar Castle, das nun Teil des 210 km² großen Anwesens Dunecht ist. Bekannt ist die Burg heute vor allem als Kulisse der Hamlet-Verfilmung mit Mel Gibson von 1990.
Für den Animationsfilm Merida – Legende der Highlands diente Dunnottar Castle als Vorlage für das Schloss im Film.
2013 erreichte die Burg in einer Abstimmung von Virtualtourist für das achte Weltwunder (8th wonder of the world) weltweit den siebten Platz. In einer von Visit Scotland durchgeführten Vorausscheidung hatte sich Dunnottar gegen weitere schottische Sehenswürdigkeiten wie Edinburgh Castle, Skara Brae oder die Anlagen von Callanish durchgesetzt.

## Lage und Beschreibung

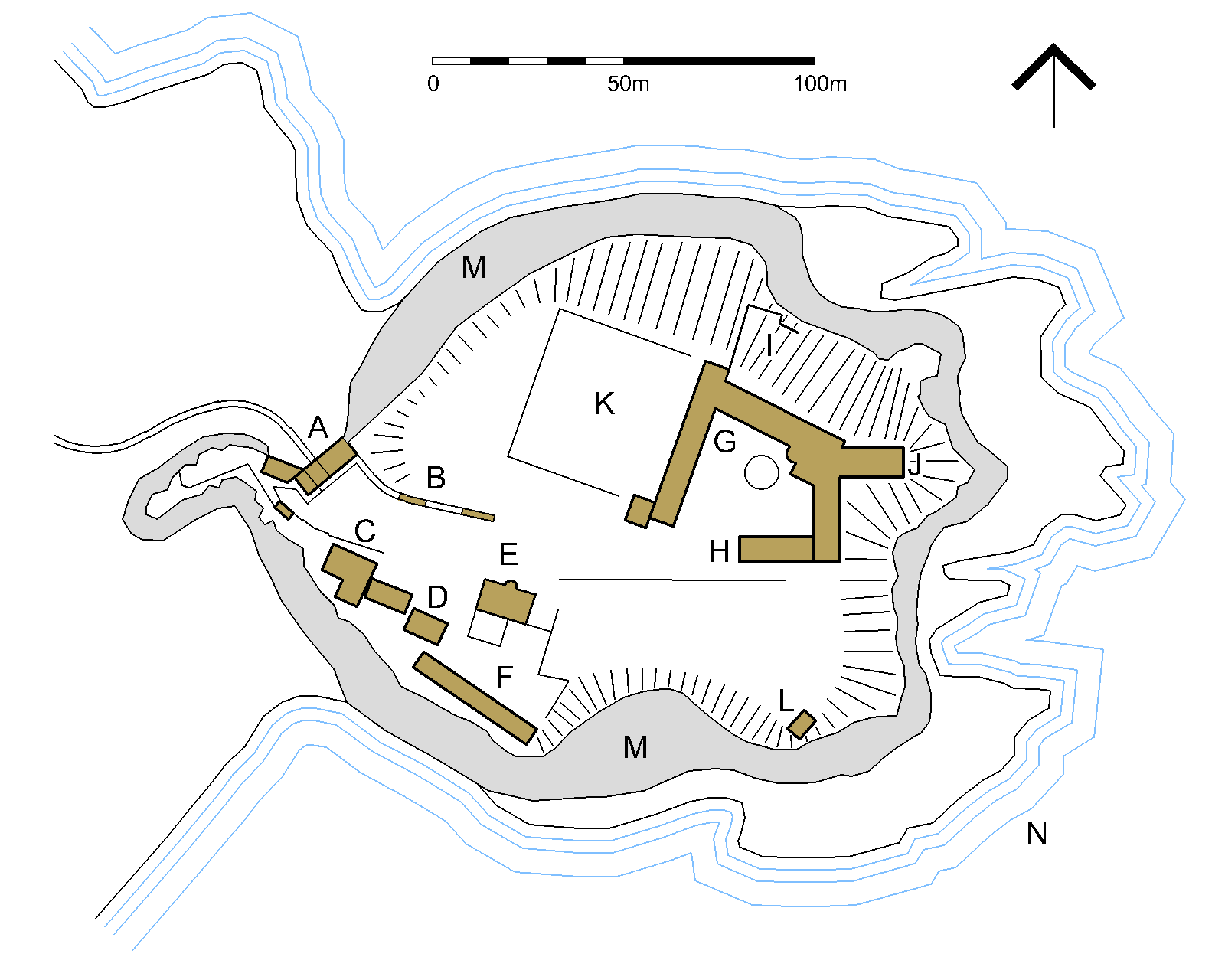
Übersichtskarte von Dunnottar Castle
Legende: A Torhaus und Benholm's Lodging • B Tunnelartiger Zugang • C Bergfried • D Alte Schmiede • E Waterton's Lodging • F Stallungen • G Schloss • H Kapelle • I Hintereingang • J Whigs' Vault • K Bowling Green • L Wachhaus • M Klippen • N Nordsee

Der Reiz von Dunnottar Castle liegt vor allem in seiner malerischen Lage. Die Burgruine liegt auf einem Felsen aus rotem Sandstein in der Nordsee, der nur durch einen schmalen Pfad vom Festland aus zu erreichen ist. Dieses Hochplateau hat eine Fläche von rund vier Acre (ca. 16.000 m²) und ist von steil abfallenden Klippen (50 m hoch) umgeben. Diese strategisch äußerst günstige Lage erlaubte seinen Besitzern nicht nur, die nordschottischen Schifffahrtsrouten, sondern auch die Küste und die endlosen Hügel zu kontrollieren.

## Gebäude
Dunnottar Castle besteht aus elf Gebäuden, errichtet zwischen dem 13. und 17. Jahrhundert. Außerdem noch zu erkennen sind das Torhaus, die Kapelle, der „Palast“ aus dem 16. Jahrhundert, der auch das Gefängnis „Whigs' Vault“ beherbergt, sowie andere Gemächer und Werkstätten.

### Tower House
Das höchste Gebäude ist das aus dem 14. Jahrhundert stammende Tower House. Diese gelungene Kombination aus Wohnturm und Bergfried wirkt vom Festland aus dominant und scheint fast eine eigenständige Burg zu sein. Der imposante Bau besteht aus einem Keller mit Steingewölbe und drei darüber liegenden Etagen. Er beherbergt eine große Halle, eine Küche und mehrere Schlafzimmer, eine kunstvoll verzierte Kammer, die einst eigens für den Lord der Burg eingerichtet wurde, sogar Kamin und Feuerstelle waren vorhanden.
Der Tower-House-Bau hat in Schottland eine lange Tradition; Ziel ist eine möglichst gute Kombination aus komfortablen Wohnräumen und befestigtem Bergfried.

### Torhaus
Der Eingang zur Burg führt durch ein sehr stark befestigtes Torhaus, seinerzeit in einem Felsspalt errichtet. Ein zweiter Zugang zu Dunnottar Castle führt durch eine Felsnische, welche die Öffnung einer vom Meer geschaffenen Höhle darstellt, auf der Nordseite der Klippen. Von hier führt ein steiler Pfad hinauf zu einem gut befestigten Hintereingang.

### Palais
Das zwischen Ende des 16. und Mitte des 17. Jahrhunderts vom 4. Earl Marischal errichtete Palais besteht aus drei Flügeln und bildet zusammen mit der aus dem 13. Jahrhundert stammenden Kapelle einen viereckigen Innenhof mit einer Öffnung nach Süden. Zur damaligen Zeit war dies sicher eine ungewöhnliche Bauform, da die meisten Gebäude eher in die Höhe wuchsen. Hier allerdings bevorzugte man einen langen und niedrigen Aufbau.
Der Westflügel besaß sieben Unterkünfte, die alle Richtung Innenhof geöffnet waren, im Obergeschoss war sogar eine Galerie eingerichtet. Von hier aus diente als Verbindung zum Nordflügel ein Salon, an dem ein großer Speisesaal anschloss. Darunter befanden sich Vorratskammern, Keller und Küche. Zwischen West- und Nordflügel besteht im Erdgeschoss ein Durchgang zu den nördlichen Klippen, genannt Water Gate. Der Ostflügel besaß eine Brauerei, Bäckerei und Vorratskammern, während sich im Obergeschoss die privaten Gemächer der Gräfin befanden. Ein nordöstlicher Flügel umfasste des Earls Räume mitsamt dem „King’s Bedroom“, wie er von Karl II. während seines Aufenthalts in Dunnottar Castle benutzt wurde. Darunter befinden sich das berühmte Verlies „Whigs‘ Vault“ sowie ein weiterer Kerker mit Zugang durch eine Falltür im Boden.
Der nordwestliche und südöstliche Teil des Schlosses war mit Artilleriestellungen befestigt, die es Richtung Inland, sowie Norden und Südosten absicherten.

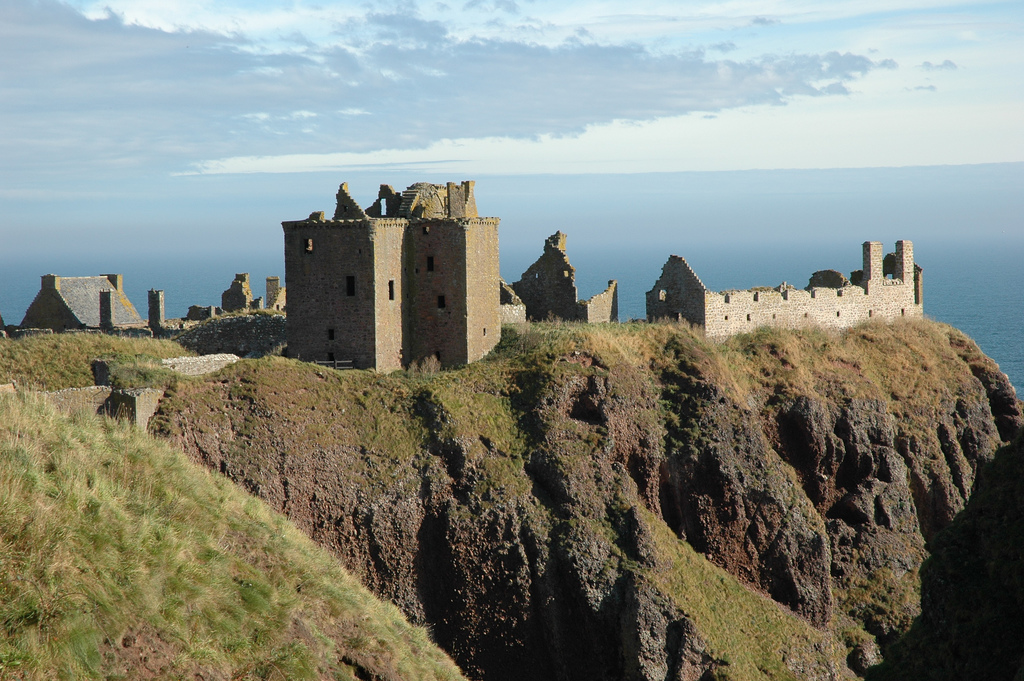
Links: Drawing Room – Mitte: Bergfried – Rechts: Stallungen
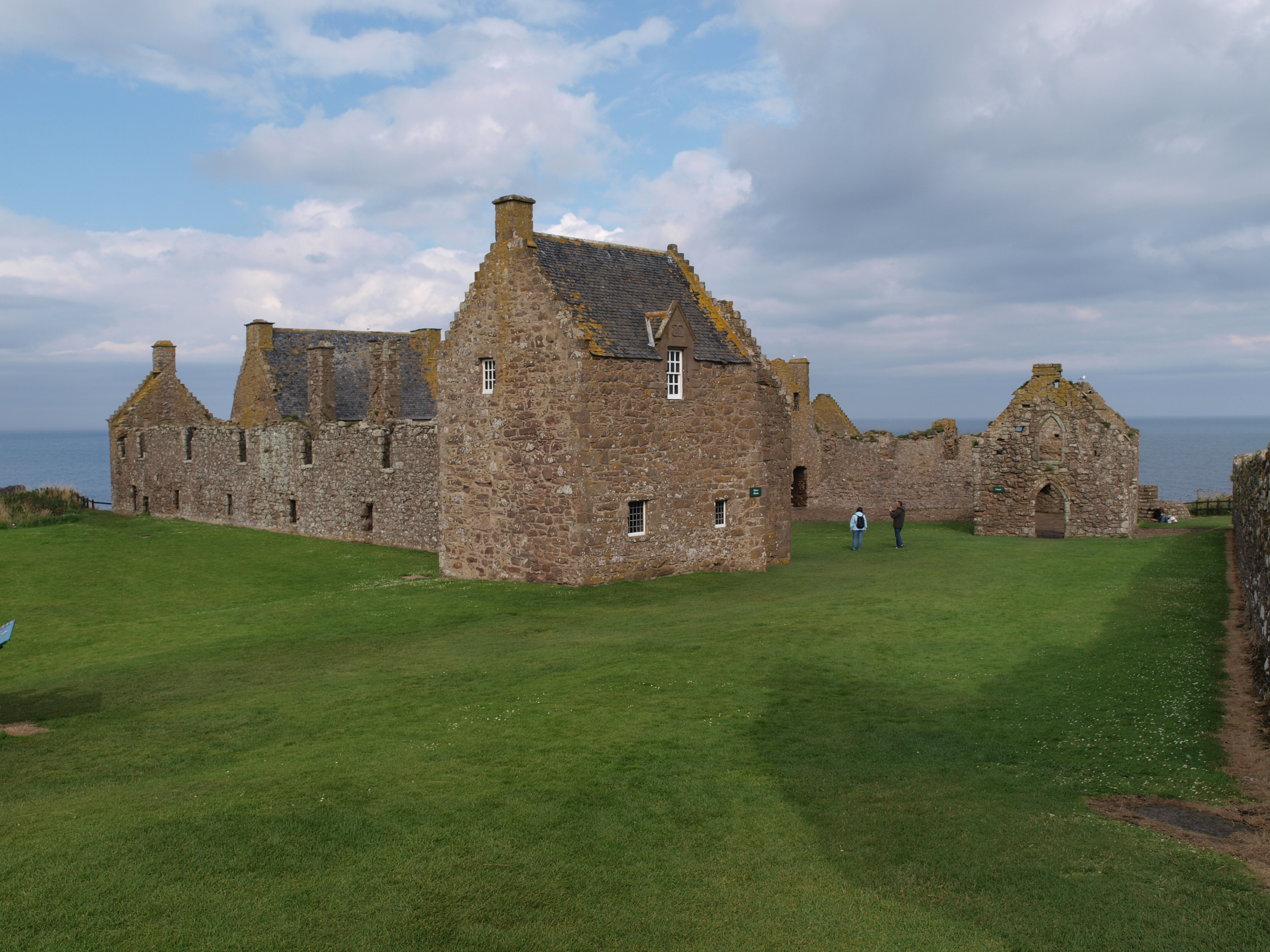
Der Burghof aus südwestlicher Sicht. Im Vordergrund das Silver House, rechts dahinter die Kapelle.
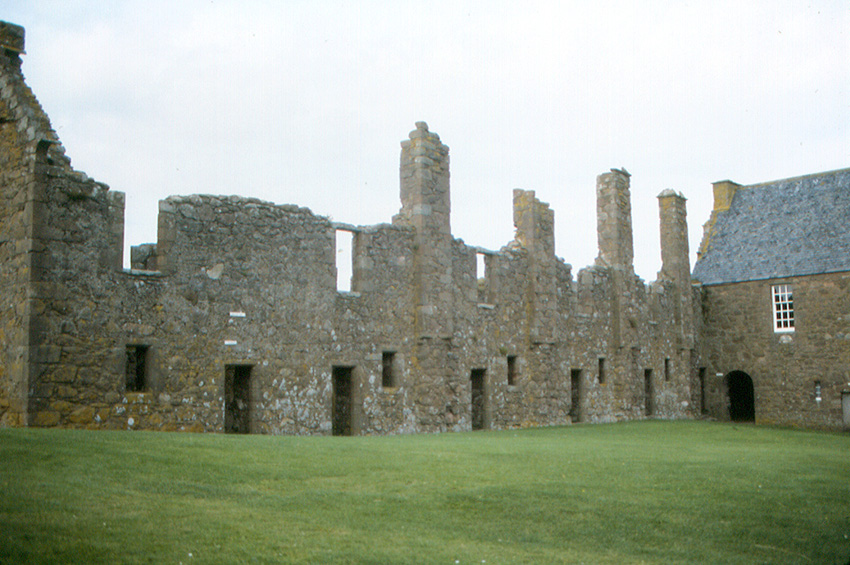
Ehemalige Wohngemächer im Westteil der Burg. Rechts ist der im Nordteil befindliche Drawing Room zu erkennen.
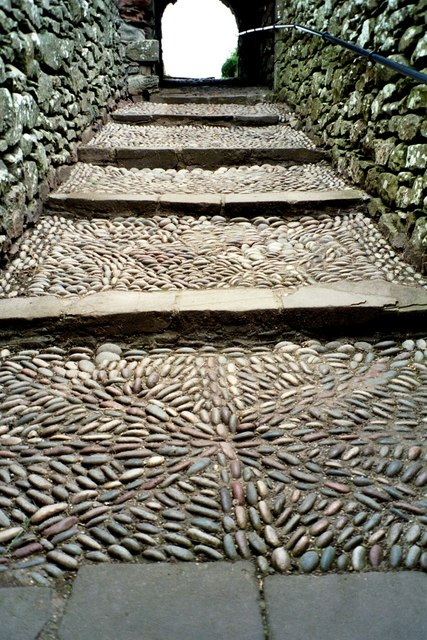
Kunstvoll gepflasterter Zugang.